# Edmundo García Moya
Edmundo García Moya (Ameca, Jalisco) es un ingeniero agrónomo, catedrático, académico e investigador mexicano. Se ha especializado en el estudio de las tierras áridas.

## Estudios y docencia
Obtuvo su licenciatura de agronomía en la Escuela Superior de Agricultura “Antonio Narro” en 1965, realizó una maestría en la Universidad de California y un doctorado en la Universidad Estatal de Oregón en 1972. Ha impartido cátedra de Ecología Vegetal, Ecología de Agostaderos y Recursos Naturales. Es profesor e investigador emérito del Colegio de Postgraduados (COLPOS) de Texcoco.

## Investigador y académico
Es miembro de la Academia Mexicana de Ciencias Agrícolas y de la Academia Mexicana de Ciencias. Es reconocido como ecologista senior por la Sociedad Ecológica de América y como profesional del ramo por la Sociedad de Pastizales de Estados Unidos. Es investigador nivel III por el Sistema Nacional de Investigadores y miembro del Consejo Consultivo de Ciencias de la Presidencia de la República.
Sus mayores aportaciones las ha realizado en el estudio de procesos de sucesión vegetal en entornos secos a los que se les ha llamado "islas de fertilidad", aunque también ha realizado investigaciones para los cultivos del agave y nopal, y ecosistemas de zonas tropicales y templadas. Ha identificado ciertas especies del género Bouteloua que pueden aprovecharse en programas de recuperación de tierras afectadas por el sobrepastoreo.

## Obras publicadas
Ha publicado más de dos centenares de artículos en revistas científicas nacionales e internacionales, catorce capítulos para libros colectivos de divulgación y dos libros, sobre temas de botánica, fauna, ecología, aprovechamiento, gestión, sustentabilidad y ordenamiento territorial. Entre algunos de sus títulos se encuentran:
- Los incomparables agaves y cactos, coautor, en 1998.
- Futos y semillas de encinos, coautor, en 1996.

## Premios y distinciones
- Premio “Maestro Ernest Feder” por el Instituto de Investigaciones Económicas de la Universidad Nacional Autónoma de México (UNAM).
- Premio Nacional de Ciencias y Artes en el área de Ciencias Físico-Matemáticas y Naturales por la Secretaría de Educación Pública en 2008.
- Profesor Investigador Emérito por el Colegio de Postgraduados (COLPOS).